# 255703 Stetson
255703 Stetson este un asteroid din centura principală de asteroizi.

## Descriere
255703 Stetson este un asteroid din centura principală de asteroizi. A fost descoperit pe 25 august 2006 la Mauna Kea de David D. Balam. Asteroidul prezintă o orbită caracterizată de o semiaxă mare de 2,42 ua, o excentricitate de 0,12 și o înclinație de 5,1° în raport cu ecliptica.